# G3: Live in Tokyo
G3: Live in Tokyo è un album dal vivo dei chitarristi statunitensi Joe Satriani, Steve Vai e John Petrucci, pubblicato nel 2005 dalla Epic Records.
La versione commercializzata su DVD allo stesso tempo contiene la traccia supplementare G3 Soundcheck (15:01), nonché i commenti degli artisti.

## Tracce
CD 1
- John Petrucci

1. Glasgow Kiss – 9:18
2. Damage Control – 10:32

- Steve Vai

1. The Audience Is Listening – 9:00
2. Building the Church – 6:09
3. K'm-Pee-Du-Wee – 6:44

CD 2
- Joe Satriani

1. Up in Flames – 8:56
2. Searching – 8:45
3. War – 6:38

- The G3 Jam

1. Foxey Lady – 10:44 – originariamente interpretata da Jimi Hendrix
2. La Grange – 9:12 – originariamente interpretata dagli ZZ Top
3. Smoke on the Water – 10:02 – originariamente interpretata dai Deep Purple